# Johannes (Tana)
Johannes war Titularbischof von Tana und Weihbischof im Bistum Cammin. 
Bischof Johannes trat im Jahre 1380 als Weihbischof im Bistum Cammin auf: Er weihte einen Altar in Teterow und erteilte ein Ablassprivileg. In der überlieferten Urkunde trat er als „frater Johannes ... episcopus Thanensis“, also als Bruder Johannes, Bischof von Tana, auf und nahm Bezug auf den Diözesanbischof Philipp von Cammin.
Die Bistumsbezeichnung „Thanensis“ wird auf die Stadt Tana, heute Asow in Russland, bezogen.